# Артур Адсон
Артур Адсон (ест. Artur Adson; *22 січня (3 лютого) 1889, Тарту — †5 січня 1977, Стокгольм) — естонський поет, письменник та театральний критик.